# Apogon campbelli
Apogon campbelli är en fiskart som beskrevs av Smith, 1949. Apogon campbelli ingår i släktet Apogon och familjen Apogonidae. Inga underarter finns listade i Catalogue of Life.